# Ischia
Ischia er en ø af vulkansk oprindelse, beliggende i Napolibugten ca. 35 km vest for Napoli og 30 km nordvest for Capri. Øen er kendt for sine termer, og den er derfor et velbesøgt kursted.
Der bor 62.630 (1. januar 2021) mennesker på øen, der har et areal på 46,3 km2 og har sit højeste punkt (789 moh.) på toppen af bjerget Monte Epomeo.